# Floirac (Gironde)
Floirac település Franciaországban, Gironde megyében. Lakosainak száma 17 939 fő (2022. január 1.). Floirac Cenon, Bouliac, Artigues-près-Bordeaux, Bègles, Bordeaux és Tresses községekkel határos.

## Népesség
A település népességének változása:
| Lakosok száma | 8241 | 14 477 | 16 834 | 16 099 | 16 531 | 16 947 | 17 463 | 18 181 | 18 013 | 17 939 |
|               | 1968 | 1982   | 1990   | 2006   | 2013   | 2015   | 2017   | 2019   | 2020   | 2022   |